# 11 tháng 7
Ngày 11 tháng 7 là ngày thứ 192 (193 trong năm nhuận) trong lịch Gregory. Còn 173 ngày trong năm.

## Sự kiện
- 1405 – Trịnh Hòa lần đầu thống lĩnh thuyền đội xuất phát đi sứ các quốc gia ven bờ Thái Bình Dương và Ấn Độ Dương, sử xưng "Trịnh Hòa hạ Tây Dương".
- 1914 – Chiến hạm USS Nevada (BB-36) của Hoa Kỳ được hạ thủy, đây là một bước nhảy vọt trong kỹ thuật chiến hạm hạng nặng.
- 1921 – Cách mạng Ngoại Mông: Ngoại Mông Cổ một lần nữa tuyên bố độc lập (ly khai) khỏi Trung Quốc, thành lập chính phủ quân chủ lập hiến.
- 1960 – Tiểu thuyết Giết con chim nhại của Harper Lee được phát hành, đây cũng là tiểu thuyết đầu tay của bà.
- 1977 – Martin Luther King được truy tặng Huân chương Tự do Tổng thống.
- 1982 – Ý giành danh hiệu vô địch lần thứ ba tại World Cup 1982.
- 1995 – Tổng thống Hoa Kỳ Bill Clinton và Thủ tướng Việt Nam Võ Văn Kiệt thông báo quyết định bình thường hóa quan hệ ngoại giao giữa hai quốc gia.
- 1995 – Hơn 8.000 nam giới và trẻ em Bosnia (đa số là người Bosniak) bị giết chết trong vụ thảm sát Srebrenica dưới tay quân lính Serbia theo lệnh của Ratko Mladić tại Potočari gần tỉnh Srebrenica thuộc Bosna và Hercegovina vào gần cuối chiến tranh Bosnia.
- 2010 – Đội tuyển Tây Ban Nha đánh bại đội tuyển Hà Lan trong trận chung kết, lần đầu tiên giành chức vô địch bóng đá thế giới.

## Sinh
- 1820 – Nguyễn Phúc Miên Trữ, phong hiệu Tuân Quốc công, hoàng tử con vua Minh Mạng (m. 1890).
- 1879 – Alfred Buchi, kỹ sư người Thuỵ Sĩ, phát minh Công nghệ tăng áp turbin (m. 1959)
- 1989 - Lê Dương Bảo Lâm, diễn viên người Việt Nam
- 1990 – 
  - David Henrie diễn viên nam người Mỹ.
  - Caroline Wozniacki, vận động viên tennis người Đan Mạch.

## Mất
- 1763 – Peter Forsskål, nhà tự nhiên học, Đông phương học người Thụy Điển (s. 1732).
- 1949 – Giám mục Công giáo tiên khởi người Việt Gioan Baotixita Nguyễn Bá Tòng (s. 1868).

## Những ngày lễ và kỷ niệm
- Ngày tưởng niệm thánh Olga xứ Kiev
- Ngày truyền thống Ngành Thú y Việt Nam
- Ngày Kính Thánh Biển Đức (Bênêđictô)
- Ngày Dân số thế giới